# Ricciella
Ricciella là một chi rêu trong họ Ricciaceae.